# مقرر الأمم المتحدة الخاص المعني بالأراضي الفلسطينية المحتلة
المقرر الخاص المعني بحالة حقوق الإنسان في الأراضي الفلسطينية المحتلة منذ عام 1967 هو مقرر خاص يعمل لدى الأمم المتحدة ويقدم تقارير عن حالة حقوق الإنسان في الأراضي الفلسطينية المحتلة. تأسست المنصب عام 1993 بواسطة لجنة الأمم المتحدة المتصلة بحقوق الإنسان.

## قائمة المقررون
تم تعيين فرانشيسكا ألبانيز إيطاليا في عام 2022 لتولي منصب المقرر الخاص. المقررون الخاصون السابقون هم:
|   | الاسم بالعربية                                       | صورة | الفترة    | البلد        |
| - | ---------------------------------------------------- | ---- | --------- | ------------ |
| 1 | رينيه فيلبر (بالانجليزية: René Felber)               |      | 1993–1995 | سويسرا       |
| 2 | هانو هالينين (بالانجليزية: Hannu Halinen)            |      | 1995–1999 | فنلندا       |
| 3 | جورجيو جياكوميلي (بالانجليزية: جورجيو جياكوميلي ‏)    |      | 1999–2001 | إيطاليا      |
| 4 | جون دوغارد (بالانجليزية: John Dugard)                |      | 2001–2008 | جنوب إفريقيا |
| 5 | ريتشارد فولك (بالانجليزية: Richard Falk)             |      | 2008–2014 | USA          |
| 6 | مكارم ويبيسونو (بالانجليزية: مكارم ويبيسونو ‏)        |      | 2014–2016 | إندونيسيا    |
| 7 | مايكل لينك (بالانجليزية: مايكل لينك)                 |      | 2016–2022 | كندا         |
| 8 | فرانشيسكا ألبانيزي (بالانجليزية: Francesca Albanese) |      | 2022–الان | إيطاليا      |